# 卡爾海峽
卡爾海峽（英語：Carl Passage），是南極洲的海峽，位於南喬治亞群島，連接象潟湖和庫克灣之間，長0.4公里，由英國研究隊繪入地圖和命名，由英國海外領土管轄。